# Base Aerea Santa Lucía
Santa Lucía Air Force Base Num 1 är en flygbas i Mexiko. Den ligger i kommunen Zumpango och delstaten Mexiko, i den sydöstra delen av landet, 40 km norr om huvudstaden Mexico City. Santa Lucía Air Force Base Num 1 ligger 2 245 meter över havet.
Terrängen runt Santa Lucía Air Force Base Num 1 är en högslätt. Runt Santa Lucía Air Force Base Num 1 är det tätbefolkat, med 427 invånare per kvadratkilometer. Närmaste större samhälle är Ecatepec de Morelos, 16,3 km söder om Santa Lucía Air Force Base Num 1. Trakten runt Santa Lucía Air Force Base Num 1 består till största delen av jordbruksmark.